# Jyske mesterskab 1931-32 (fodbold)
Det jyske mesterskab i fodbold 1931-32 var den 34. udgave af turneringen om det jyske mesterskab i fodbold for herrer organiseret af Jydsk Boldspil-Union. AaB vandt turneringen for ottende gang og slog dermed AGFs rekord for flest titler. Esbjerg fB tabte finalen til AaB over tre kampe. Klubben vandt ellers alle kampe i Sydkredsen plus den første finalekamp mod AaB - i alt 11 kampe i træk.
De to bedste hold i hver af de to kredse, som ikke i forvejen spillede i Danmarksturneringen, kvalificerede sig til Oprykningsserien 1932-33. Det betød, at Aalborg Chang, Randers Freja, Fredericia BK og Vejen SF kvalificerede sig. Nr. seks i hver af de to kredse spillede en kvalifikationskamp mod finalisterne fra JBUs A-række. Viborg FF og AFC (Aarhus Fodbold Club) rykkede op, mens Kolding B og AIA rykkede ned. AIA lå ellers på førstepladsen i Nordkredsen efter tre runder med fem point, men tabte alle sine sidste syv kampe plus kvalifikationskampen mod Viborg FF. Efterfølgende blev det dog besluttet at udvide rækken fra 12 til 16 hold, så nedrykningen af AIA og Kolding B blev annulleret. De to øvrige kredsvindere fra JBUs mellemrække, Frederikshavn fI og Kolding IF blev de to sidste nye hold i Mesterskabsrækken 1932-33.

## JBUs Mesterskabsrække

### Nordkredsen
AaB og AGF deltog samtidig i Mesterskabsserien 1931-32. Aalborg Chang og AIA deltog samtidig i Oprykningsserien 1931-32.

| Pos | Hold          | K  | V | U | T | M+ | M- | MR    | P  | Kvalifikation eller nedrykning               |
| --- | ------------- | -- | - | - | - | -- | -- | ----- | -- | -------------------------------------------- |
| 1   | AaB           | 10 | 6 | 1 | 3 | 31 | 21 | 1,476 | 13 | Kvalifikation til finale                     |
| 2   | Aalborg Chang | 10 | 5 | 2 | 3 | 21 | 22 | 0,955 | 12 | Kvalifikation til Oprykningsserien 1932-33   |
| 3   | AGF           | 10 | 5 | 1 | 4 | 21 | 21 | 1,000 | 11 |                                              |
| 4   | Randers Freja | 10 | 4 | 2 | 4 | 21 | 22 | 0,955 | 10 | Kvalifikation til Oprykningsserien 1932-33   |
| 5   | Aalborg Freja | 10 | 4 | 1 | 5 | 27 | 30 | 0,900 | 9  |                                              |
| 6   | AIA           | 10 | 2 | 1 | 7 | 27 | 31 | 0,871 | 5  | Kvalifikation til Op- og nedrykningsslutspil |

### Sydkredsen
Horsens fS deltog samtidig i Mesterskabsserien 1931-32 og Esbjerg fB og Vejle BK i Oprykningsserien 1931-32..

| Pos | Hold           | K  | V  | U | T | M+ | M- | MR    | P  | Kvalifikation eller nedrykning               |
| --- | -------------- | -- | -- | - | - | -- | -- | ----- | -- | -------------------------------------------- |
| 1   | Esbjerg fB (M) | 10 | 10 | 0 | 0 | 44 | 10 | 4,400 | 20 | Kvalifikation til finale                     |
| 2   | Fredericia BK  | 10 | 5  | 2 | 3 | 36 | 32 | 1,125 | 12 | Kvalifikation til Oprykningsserien 1932-33   |
| 3   | Vejen SF (O)   | 10 | 4  | 1 | 5 | 24 | 30 | 0,800 | 9  | Kvalifikation til Oprykningsserien 1932-33   |
| 4   | Vejle BK       | 10 | 4  | 0 | 6 | 27 | 31 | 0,871 | 8  |                                              |
| 5   | Horsens fS     | 10 | 3  | 2 | 5 | 32 | 38 | 0,842 | 8  |                                              |
| 6   | Kolding B      | 10 | 1  | 1 | 8 | 20 | 44 | 0,455 | 3  | Kvalifikation til Op- og nedrykningsslutspil |

## Finale
Med 8.000 tilskuere i Aarhus til den tredje finalekamp blev der sat tilskuerrekord for en fodboldkamp mellem to danske klubber uden for København.
| 16. maj 1932 |

| AaB                                                     | 3 - 4   | Esbjerg fB                                                         |
| ------------------------------------------------------- | ------- | ------------------------------------------------------------------ |
| Axel Villadsen 1-1', 2-1 40' · Søren Andersen 3-3 str.' | (2 - 1) | Svend Hansen 0-1 29 str.', 2-2', 3-4' · Holger Schlosser 2-3 66' · |

| Aalborg Stadion, Aalborg Tilskuere: 2.500 |

| 22. maj 1932 |

| Esbjerg fB           | 1 - 2   | AaB                                     |
| -------------------- | ------- | --------------------------------------- |
| Holger Schlosser 36' | (1 - 0) | ?? (Selvmål) ??' · Søren Andersen 70' · |

| Esbjerg Idrætspark, Esbjerg Tilskuere: 4.000 |

| 12. juni 1932 Omkamp |

| AaB                                                                         | 5 - 2   | Esbjerg fB                             |
| --------------------------------------------------------------------------- | ------- | -------------------------------------- |
| Axel Villadsen 43' · Madsen 45' · Søren Andersen 62' · Hedegaard 4-2', 5-2' | (2 - 1) | Svend Hansen 27' · Victor Hansen 70' · |

| Aarhus Stadion, Aarhus Tilskuere: 8.000 Dommer: Folmer Petersen |

AaB vandt mesterskabet med fire point mod to.

## Op- og nedrykningsslutspil
Vinderen af JBU A-rækkens sydkreds, AFC, spillede mod nr. seks fra sydkredsen i JBUs Mesterskabsrække, Kolding B. Vinderen af JBU A-rækkens nordkreds, Viborg FF, spillede mod nr. seks fra nordkredsen i JBUs Mesterskabsrække, AIA. Der blev spillet op til to kampe. Hvis holdene fra Mesterskabsrækken - i dette tilfælde AIA og Kolding B - tabte en af deres kampe, eller spillede begge uafgjort, rykkede de ud. Nedrykningerne blev dog suspenderet, idet Jydsk Boldspil-Union besluttede, at udvide rækken fra 12 til 16 hold.
| 5. juni 1932 |

| AIA | 0 - 1   | Viborg FF           |
| --- | ------- | ------------------- |
|     | (0 - 0) | Frank Knudsen ??' · |

| Randers Tilskuere: 1.300 |

Viborg FF rykkede op i Mesterskabsrækkens nordkreds. AIA rykkede ned.
| 5. juni 1932 |

| Kolding B | 4 - 0   | AFC |
| --------- | ------- | --- |
|           | (2 - 0) |     |

| Horsens |

| 12. juni 1932 |

| AFC                              | 2 - 1   | Kolding B |
| -------------------------------- | ------- | --------- |
| Damsgaard 57' · Arnold Bruhn 70' | (0 - 1) | Ravn 3' · |

| Vejle Stadion, Vejle Tilskuere: 2.000 |

AFC rykkede op i Mesterskabsrækkens sydkreds. Kolding B rykkede ned.

## Øvrige kilder
- Alstrup, Aksel (1950-1953). "JBU-mesterskabernes fordeling". Jysk Fodbold i Fortid og Nutid - Bind 1 & 2. Odense: Jydsk Boldspil-Union, Østergaards Forlag. s. 88-92.